# Federico Valverde
Federico Santiago „Fede“ Valverde Dipetta (* 22. Juli 1998 in Montevideo) ist ein uruguayischer Fußballspieler. Der Mittelfeldspieler steht bei Real Madrid unter Vertrag und ist A-Nationalspieler.

## Karriere

### Verein
Der 1,82 Meter große Mittelfeldakteur Valverde entstammt der Jugendabteilung von Peñarol Montevideo. Spätestens seit der Apertura 2015 stand er im Profikader der „Aurinegros“. Sein Debüt in der Primera División feierte er am 16. August 2015 beim 3:0-Auswärtssieg im Spiel gegen den Club Atlético Cerro, als er von Trainer Pablo Bengoechea in die Startelf beordert wurde. In der Saison 2015/16 bestritt er zwölf Erstligabegegnungen (kein Tor), eine Partie (kein Tor) in der Copa Libertadores 2016 und gewann mit dem Team die uruguayische Meisterschaft. Mit Erreichen des 18. Lebensjahrs wechselte er am 22. Juli 2016 zu Real Madrid, wo er zunächst bei der Zweitvertretung Real Madrid Castilla im Kader stand. In der Saison 2016/17 traf er dort bei 30 Ligaeinsätzen dreimal ins gegnerische Tor. Zudem lief er sechsmal (kein Tor) für die U19 Real Madrids in der UEFA Youth League auf. Im Juli 2016 wurde er an den Erstligisten Deportivo La Coruña ausgeliehen.
Zur Saison 2018/19 kehrte Valverde nach Madrid zurück und steht seither im Kader der ersten Mannschaft.

### Nationalmannschaft

#### U15
Valverde debütierte am 13. November 2012 unter Trainer Alejandro Garay beim 2:1-Sieg im Freundschaftsspiel gegen die Newell’s Old Boys in der U15-Nationalmannschaft Uruguays. Er nahm mit dem Team an der U15-Südamerikameisterschaft 2013 in Bolivien teil, bei der Uruguay Sechster wurde und Valverde ein Turniertor erzielte. Auch wirkte er beim Torneo Tahuichi Aguilera 2013 in Bolivien und beim Caspian Cup im aserbaidschanischen Baku mit. Bei der Copa México de Naciones 2013 scheiterte er mit der U15 erst im Finale. Insgesamt absolvierte er in dieser Altersklasse 25 Länderspiele und erzielte sieben Treffer.

#### U17
In der uruguayischen U17-Auswahl wurde er erstmals vom verantwortlichen Coach Santiago Ostolaza beim 3:0-Auswärtssieg im Freundschaftsländerspiel gegen Paraguay am 13. Mai 2014 eingesetzt. Er war Mitglied des Aufgebots bei der U17-Südamerikameisterschaft 2015 in Paraguay, bei der Uruguay den 5. Platz belegte. Vor Turnierbeginn standen für ihn in der U17 16 Länderspiele und vier Tore zu Buche. Im Laufe des Turniers kam er achtmal zum Einsatz und schoss sieben Tore. Weitere Einsätze kamen nicht hinzu.

#### U18
Am 1. Mai 2015 wurde er von Garay erstmals beim 2:1-Sieg gegen Frankreich im Rahmen des Suwon JS Cup in der uruguayischen U18 eingesetzt. Valverde erzielte beide Treffer für Uruguay per Elfmeter. Ebenfalls kam er in diesem Turnier gegen Belgien zum Einsatz. Überdies wurde er für das U18-Turnier im Juli 2015 in Los Angeles nominiert. Den Wettbewerb gewann Uruguay. Valverde wirkte in den Begegnungen gegen die USA und die Tschechische Republik mit und erzielte im letztgenannten Spiel den 1:0-Siegtreffer zum Turniergewinn. Weitere U18-Einsätze datieren vom 13. Juli 2015 in einem Freundschaftsspiel gegen Xolos de Tijuana und vom 12. Oktober 2015 gegen Russland.

#### U20
Seit den ersten beiden Länderspielen des Jahres im März 2016 gehört er auch der U20-Auswahl Uruguays unter Trainer Fabián Coito an und debütierte am 22. März 2016 mit einem Startelfeinsatz und Tor bei der 3:4-Niederlage gegen Paraguay. Zwei Tage später kam er beim Rückspiel gegen den gleichen Gegner zu seinem zweiten Einsatz. Bislang (Stand: 23. August 2017) wurde er in 21 Länderspielen dieser Altersklasse aufgestellt und schoss fünf Tore. Er gehörte dem Kader bei der U20-Weltmeisterschaft 2017 an, bei der er mit dem Silbernen Ball (Balón de Plata) für den zweitbesten Spieler des Turniers ausgezeichnet wurde.

#### A-Nationalmannschaft
Im August 2017 berief ihn Óscar Tabárez für die bevorstehenden WM-Qualifikationsspiele gegen Argentinien und Paraguay erstmals in die A-Nationalmannschaft Uruguays. Er nahm bisher an den Turnieren Copa América 2019, Copa América 2021 und Weltmeisterschaft 2022 teil.

## Titel, Erfolge und Auszeichnungen

### Vereine
International
- Champions-League-Sieger (2): 2022, 2024
- Klub-Weltmeister (2): 2018, 2022
- Interkontinental-Pokalsieger: 2024
- UEFA-Super-Cup-Sieger (2): 2022, 2024

Uruguay
- Meister: 2016

Spanien
- Meister (3): 2020, 2022, 2024
- Pokalsieger: 2023
- Supercupsieger (3): 2020, 2022, 2024

### Nationalmannschaft
- Platz 3 bei der Copa América: 2024[22]

### Auszeichnungen
- Spieler des Monats der Primera División: September 2022